# Siegstrecke
| | |                                                      |                                                      |
| Streckennummer (DB): | 2651 (Köln-Deutz–Betzdorf) 2880 (Betzdorf–Siegen) 2621 (Köln-Deutz–Steinstr., S-Bahn) |                                                      |                                                      |
| Kursbuchstrecke (DB): | 460 |                                                      |                                                      |
| Kursbuchstrecke: | 166 (Köln Hbf – Betzdorf (Sieg) 1934) 250 (Köln Hbf – Troisdorf 1946) 240 (Köln Hbf – Köln-Kalk 1946) 240d (Köln-Deutz (tief) – Köln-Kalk 1946) 194 (Troisdorf – Betzdorf (Sieg) 1946) 239 (Betzdorf (Sieg) – Siegen 1946) 239c (Betzdorf (Sieg) – Kirchen 1946) |                                                      |                                                      |
| Streckenlänge: | 100 km |                                                      |                                                      |
| Spurweite: | 1435 mm (Normalspur) |                                                      |                                                      |
| Streckenklasse: | D4 |                                                      |                                                      |
| Stromsystem: | 15 kV 16,7 Hz ~ |                                                      |                                                      |
| Streckengeschwindigkeit: | (bis Troisdorf) 160 km/h (ab Troisdorf) 120 km/h (abschnittsweise) 140 km/h |                                                      |                                                      |
| Zweigleisigkeit: | Köln Messe/Deutz–Blankenberg (S) Merten (Sieg)–Schladern (Sieg) Rosbach (Sieg)–Siegen |                                                      |                                                      |
| | |                                                      |                                                      |
| \| \| \| Strecken von Mainz, Aachen und Krefeld \| \| \| \| \| Köln Hbf \| \| \| \| \| Hohenzollernbrücke \| \| \| \| 0,0 \| Köln Messe/Deutz von Köln-Mülheim \| Köln Messe/Deutz von Köln-Mülheim \| \| \| \| Strecke nach Köln-Mülheim \| \| \| \| \| Köln Posthof (Abzw) \| \| \| \| \| S-Bahnstrecke nach Köln-Mülheim \| \| \| \| 1,2 \| Köln Gummersbacher Str. (Abzw) \| Köln Gummersbacher Str. (Abzw) \| \| \| \| \| \| \| \| 1,9 \| Köln Trimbornstr. Güterstrecke von der Südbrücke \| Köln Trimbornstr. Güterstrecke von der Südbrücke \| \| \| \| \| \| \| \| 2,2 \| Köln-Kalk (ehem. PV) \| Köln-Kalk (ehem. PV) \| \| \| \| Güterstrecke Gremberg–Köln-Kalk Nord \| \| \| \| 3,9 \| Köln Vingst (Abzw) \| Köln Vingst (Abzw) \| \| \| \| Köln Flughafen Nordost (Abzw) \| \| \| \| \| \| \| \| \| \| zur Strecke nach Overath, Flughafenschleife (S-Bahn) \| \| \| \| \| \| \| \| \| 4,5 \| Köln Flughafen Nordwest (Abzw) \| Köln Flughafen Nordwest (Abzw) \| \| \| \| Flughafenschleife (Fernverkehr) \| \| \| \| 6,1 \| Köln Airport Businesspark \| Köln Airport Businesspark \| \| \| \| \| \| \| \| 8,0 \| Köln Steinstr. Umgehungsstrecke von der Südbrücke \| Köln Steinstr. Umgehungsstrecke von der Südbrücke \| \| \| \| \| \| \| \| 7,8 \| Köln Steinstr. Abzw (heute Beginn SFS) \| Köln Steinstr. Abzw (heute Beginn SFS) \| \| \| \| Güterstrecke von Gremberg \| \| \| \| \| Gremberg Süd (Abzw) \| \| \| \| 9,6 \| Porz (Rhein) Hp \| Porz (Rhein) Hp \| \| \| 9,6 \| Porz (Rhein) \| Porz (Rhein) \| \| \| \| Flughafenschleife (Fernverkehr) \| \| \| \| \| Flughafenschleife (S-Bahn) \| \| \| \| 12,4 \| Porz-Wahn \| Porz-Wahn \| \| \| \| Porz-Wahn Süd (Abzw) \| \| \| \| \| A 59 \| \| \| \| 16,9 \| Spich \| Spich \| \| \| \| Kleinbahn Siegburg–Zündorf \| \| \| \| \| Tunnel Troisdorf (627 m) \| \| \| \| 18,0 \| Troisdorf Vorbf \| Troisdorf Vorbf \| \| \| 18,4 \| Troisdorf Nord (Abzw) \| Troisdorf Nord (Abzw) \| \| \| 19,7 \| Troisdorf \| Troisdorf \| \| \| 21,04821,400 \| Fehllänge 352 m \| Fehllänge 352 m \| \| \| \| \| \| \| \| \| Rechte Rheinstrecke (urspr. Streckenführung) \| \| \| \| \| \| \| \| \| \| Agger \| \| \| \| 24,3 \| Siegburg/Bonn 66 nach Bonn \| Siegburg/Bonn 66 nach Bonn \| \| \| \| ehem. Bahnstrecke Siegburg–Olpe \| \| \| \| \| Schnellfahrstrecke Köln–Rhein/Main \| \| \| \| \| Sieg \| \| \| \| 30,8 \| Hennef (Sieg) \| Hennef (Sieg) \| \| \| 32,7 \| Hennef Im Siegbogen \| Hennef Im Siegbogen \| \| \| 35,3 \| Blankenberg (Sieg) \| Blankenberg (Sieg) \| \| \| \| Sieg (drei Querungen) \| \| \| \| 38,4 \| Merten (Sieg) (Bahnhofsteil) \| Merten (Sieg) (Bahnhofsteil) \| \| \| \| Tunnel Merten (235 m) \| \| \| \| \| Sieg \| \| \| \| 43,0 \| Eitorf \| Eitorf \| \| \| \| Sieg \| \| \| \| 49,6+176 \| Herchen \| Herchen \| \| \| 49,6+202,149,8+0,0 \| \| \| \| \| \| Sieg \| \| \| \| \| Tunnel Herchen (370 m) \| \| \| \| \| Sieg \| \| \| \| \| Hoppengarten-Tunnel (130 m) \| \| \| \| 55,0 \| Dattenfeld (Sieg) (zuvor Bahnhof) \| Dattenfeld (Sieg) (zuvor Bahnhof) \| \| \| 58,3 \| Schladern (Sieg) \| Schladern (Sieg) \| \| \| \| Sieg \| \| \| \| \| Tunnel Mauel (238 m) \| \| \| \| \| Sieg \| \| \| \| \| \| \| \| \| 60,1 \| Rosbach (Sieg) (Haltepunkt und Überleitstelle) \| Rosbach (Sieg) (Haltepunkt und Überleitstelle) \| \| \| \| \| \| \| \| \| Sieg (zwei Querungen) \| \| \| \| \| Oberwesterwaldbahn von Altenkirchen \| \| \| \| 64,8 \| Au (Sieg) \| Au (Sieg) \| \| \| \| \| \| \| \| \| Sieg und Landesgrenze NRW/RLP (zwei Querungen) \| \| \| \| \| \| \| \| \| 66,5 \| Opperzau (1954 bis Mai 1994) \| Opperzau (1954 bis Mai 1994) \| \| \| \| Landesgrenze NRW/RLP \| \| \| \| \| Sieg \| \| \| \| 67,3 \| Etzbach \| Etzbach \| \| \| 67,1 \| Awanst Krages \| Awanst Krages \| \| \| \| Sieg (zwei Querungen) \| \| \| \| 69,9 \| Wissen Kautex (Anst) \| Wissen Kautex (Anst) \| \| \| \| ehem. Wissertalbahn von Hermesdorf \| \| \| \| 71,3 \| Wissen (Sieg) \| Wissen (Sieg) \| \| \| \| Sieg (zwei Querungen) \| \| \| \| \| Schönsteiner Tunnel (344 m) \| \| \| \| 73,7 \| Kleehahn (aufgelassen) \| Kleehahn (aufgelassen) \| \| \| \| Sieg \| \| \| \| 75,3 \| Niederhövels \| Niederhövels \| \| \| \| Sieg \| \| \| \| \| Staader Tunnel (224 m) \| \| \| \| \| Sieg \| \| \| \| \| Mühlburg-Tunnel (32 m) \| \| \| \| \| Sieg \| \| \| \| 79,7 \| Scheuerfeld (Sieg) \| Scheuerfeld (Sieg) \| \| \| \| von Emmerzhausen \| \| \| \| \| Scheuerfeld Weba \| \| \| \| 83,0123,1 \| Betzdorf (Sieg) (Keilbahnhof) \| Betzdorf (Sieg) (Keilbahnhof) \| \| \| \| nach Haiger und nach Daaden \| \| \| \| \| Sieg \| \| \| \| 121,2 \| Schwelbel (aufgelassen) \| Schwelbel (aufgelassen) \| \| \| \| Sieg \| \| \| \| 120,7 \| Kirchen \| Kirchen \| \| \| \| ehem. Asdorftalbahn / Biggetalbahn \| \| \| \| \| Sieg (zwei Querungen) \| \| \| \| \| Freusburger Tunnel (127 m) \| \| \| \| \| Sieg \| \| \| \| 118,6 \| Freusburg Siedlung \| Freusburg Siedlung \| \| \| \| Sieg (zwei Querungen) \| \| \| \| \| Büdenholzer Tunnel (232 m) \| \| \| \| \| Sieg (zwei Querungen) \| \| \| \| \| Brachbacher Tunnel (232 m) \| \| \| \| 115,1 \| Brachbach \| Brachbach \| \| \| \| Sieg \| \| \| \| 114,1 \| Mudersbach \| Mudersbach \| \| \| \| Sieg \| \| \| \| 112,5 \| Niederschelden \| Niederschelden \| \| \| \| Sieg und Landesgrenze RLP/NRW \| \| \| \| \| \| \| \| \| 111,8 \| Niederschelden Nord unter der Hüttentalstraße (B 62) \| Niederschelden Nord unter der Hüttentalstraße (B 62) \| \| \| \| \| \| \| \| \| Sieg \| \| \| \| \| Niederscheldener Tunnel (350 m) \| \| \| \| \| Sieg \| \| \| \| 110,6 \| Eiserfeld (Sieg) früher Bf auch … \| Eiserfeld (Sieg) früher Bf auch … \| \| \| \| … der Eisern-Siegener Eisenbahn \| \| \| \| \| Sieg \| \| \| \| 107,5 \| Siegen West (1953–1970) \| Siegen West (1953–1970) \| \| \| \| Kreisbahn Siegen-Wittgenstein \| \| \| \| 106,2 \| Siegen Hbf \| Siegen Hbf \| \| \| \| nach Gießen \| \| \| \| \| nach Hagen \| \| \| \| \| \| \| \| Quellen: [1][2] \| \| \| \| | |                                                      |                                                      |
| Abzweig geradeaus, von links und von rechts · Abzweig geradeaus und von links | | Strecken von Mainz, Aachen und Krefeld               | Strecken von Mainz, Aachen und Krefeld               |
| Bahnhof · S-Bahnhof | | Köln Hbf                                             | Köln Hbf                                             |
| Brücke über Wasserlauf · Brücke über Wasserlauf | | Hohenzollernbrücke                                   | Hohenzollernbrücke                                   |
| Strecke von links · Turmbahnhof geradeaus oben · S-Bahn-Turmhaltepunkt geradeaus oben | 0,0 | Köln Messe/Deutz von Köln-Mülheim                    | Köln Messe/Deutz von Köln-Mülheim                    |
| Strecke · Abzweig geradeaus und nach links · Kreuzung geradeaus oben | | Strecke nach Köln-Mülheim                            | Strecke nach Köln-Mülheim                            |
| Strecke · Strecke · Blockstelle | | Köln Posthof (Abzw)                                  | Köln Posthof (Abzw)                                  |
| Strecke · Strecke · Abzweig geradeaus und nach links | | S-Bahnstrecke nach Köln-Mülheim                      | S-Bahnstrecke nach Köln-Mülheim                      |
| Abzweig ehemals geradeaus und nach links · Abzweig geradeaus und von rechts · Strecke | 1,2 | Köln Gummersbacher Str. (Abzw)                       | Köln Gummersbacher Str. (Abzw)                       |
| | |                                                      |                                                      |
| Abzweig ehemals geradeaus und von rechts · Strecke | 1,9 | Köln Trimbornstr. Güterstrecke von der Südbrücke     | Köln Trimbornstr. Güterstrecke von der Südbrücke     |
| | |                                                      |                                                      |
| Dienststation / Betriebs- oder Güterbahnhof · Dienststation / Betriebs- oder Güterbahnhof · Dienststation / Betriebs- oder Güterbahnhof | 2,2 | Köln-Kalk (ehem. PV)                                 | Köln-Kalk (ehem. PV)                                 |
| Kreuzung geradeaus oben und links (Strecke geradeaus außer Betrieb) · Kreuzung geradeaus oben · Kreuzung geradeaus oben | | Güterstrecke Gremberg–Köln-Kalk Nord                 | Güterstrecke Gremberg–Köln-Kalk Nord                 |
| Strecke (außer Betrieb) · Abzweig geradeaus und von links · Abzweig geradeaus und nach rechts | 3,9 | Köln Vingst (Abzw)                                   | Köln Vingst (Abzw)                                   |
| Strecke (außer Betrieb) · Strecke · Blockstelle | | Köln Flughafen Nordost (Abzw)                        | Köln Flughafen Nordost (Abzw)                        |
| | |                                                      |                                                      |
| Strecke (außer Betrieb) · Strecke · Abzweig geradeaus und nach links | | zur Strecke nach Overath, Flughafenschleife (S-Bahn) | zur Strecke nach Overath, Flughafenschleife (S-Bahn) |
| | |                                                      |                                                      |
| Strecke (außer Betrieb) · Blockstelle · Strecke | 4,5 | Köln Flughafen Nordwest (Abzw)                       | Köln Flughafen Nordwest (Abzw)                       |
| Strecke (außer Betrieb) · Abzweig geradeaus und nach links · Kreuzung geradeaus unten | | Flughafenschleife (Fernverkehr)                      | Flughafenschleife (Fernverkehr)                      |
| Strecke (außer Betrieb) · Strecke · S-Bahn-Halt | 6,1 | Köln Airport Businesspark                            | Köln Airport Businesspark                            |
| | |                                                      |                                                      |
| Abzweig ehemals geradeaus und von rechts · Strecke · S-Bahn-Halt | 8,0 | Köln Steinstr. Umgehungsstrecke von der Südbrücke    | Köln Steinstr. Umgehungsstrecke von der Südbrücke    |
| | |                                                      |                                                      |
| Abzweig geradeaus und nach links · Abzweig geradeaus, nach links und von rechts · Abzweig geradeaus und von rechts | 7,8 | Köln Steinstr. Abzw (heute Beginn SFS)               | Köln Steinstr. Abzw (heute Beginn SFS)               |
| Abzweig geradeaus und von rechts · Strecke · Strecke | | Güterstrecke von Gremberg                            | Güterstrecke von Gremberg                            |
| Blockstelle · Strecke · Strecke | | Gremberg Süd (Abzw)                                  | Gremberg Süd (Abzw)                                  |
| Strecke · Strecke | 9,6 | Porz (Rhein) Hp                                      | Porz (Rhein) Hp                                      |
| Dienststation / Betriebs- oder Güterbahnhof · Strecke · ehemaliger Bahnhof | 9,6 | Porz (Rhein)                                         | Porz (Rhein)                                         |
| Strecke · Abzweig geradeaus und von links · Kreuzung geradeaus unten | | Flughafenschleife (Fernverkehr)                      | Flughafenschleife (Fernverkehr)                      |
| Strecke · Strecke · Abzweig geradeaus und von links | | Flughafenschleife (S-Bahn)                           | Flughafenschleife (S-Bahn)                           |
| ehemaliger Dienststation / Betriebs- oder Güterbahnhof · Strecke · S-Bahnhof | 12,4 | Porz-Wahn                                            | Porz-Wahn                                            |
| Strecke · Blockstelle · Strecke | | Porz-Wahn Süd (Abzw)                                 | Porz-Wahn Süd (Abzw)                                 |
| Strecke mit Straßenbrücke · Strecke mit Straßenbrücke · Strecke mit Straßenbrücke | | A 59                                                 | A 59                                                 |
| ehemalige Blockstelle · Strecke · S-Bahn-Halt | 16,9 | Spich                                                | Spich                                                |
| Kreuzung geradeaus oben (Querstrecke außer Betrieb) · Kreuzung geradeaus oben (Querstrecke außer Betrieb) · Kreuzung geradeaus oben (Querstrecke außer Betrieb) | | Kleinbahn Siegburg–Zündorf                           | Kleinbahn Siegburg–Zündorf                           |
| Strecke · Strecke (im Tunnel) · Strecke | | Tunnel Troisdorf (627 m)                             | Tunnel Troisdorf (627 m)                             |
| Abzweig geradeaus und nach links · Kreuzung mit oberirdischer Strecke (im Tunnel) · Abzweig geradeaus und von rechts | 18,0 | Troisdorf Vorbf                                      | Troisdorf Vorbf                                      |
| Abzweig geradeaus und von links · Kreuzung mit oberirdischer Strecke (im Tunnel) · Abzweig geradeaus und nach rechts | 18,4 | Troisdorf Nord (Abzw)                                | Troisdorf Nord (Abzw)                                |
| Bahnhof mit S-Bahn-Halt · Strecke geradeaus (im Tunnel) · Bahnhof mit S-Bahn-Halt | 19,7 | Troisdorf                                            | Troisdorf                                            |
| Strecke · Strecke · Kilometer-Wechsel | 21,04821,400 | Fehllänge 352 m                                      | Fehllänge 352 m                                      |
| | |                                                      |                                                      |
| Abzweig ehemals quer und nach rechts · Kreuzung (Querstrecke außer Betrieb) · Abzweig geradeaus und ehemals von rechts | | Rechte Rheinstrecke (urspr. Streckenführung)         | Rechte Rheinstrecke (urspr. Streckenführung)         |
| | |                                                      |                                                      |
| Brücke über Wasserlauf · Brücke über Wasserlauf | | Agger                                                | Agger                                                |
| Turmbahnhof mit U-Bahn geradeaus oben | 24,3 | Siegburg/Bonn 66 nach Bonn                           | Siegburg/Bonn 66 nach Bonn                           |
| Strecke nach halbrechts · Abzweig geradeaus und nach links | | ehem. Bahnstrecke Siegburg–Olpe                      | ehem. Bahnstrecke Siegburg–Olpe                      |
| Strecke nach rechts und von halblinks · Strecke von links und von halbrechts · Strecke nach rechts | | Schnellfahrstrecke Köln–Rhein/Main                   | Schnellfahrstrecke Köln–Rhein/Main                   |
| Brücke über Wasserlauf | | Sieg                                                 | Sieg                                                 |
| Bahnhof mit S-Bahn-Halt | 30,8 | Hennef (Sieg)                                        | Hennef (Sieg)                                        |
| S-Bahn-Halt | 32,7 | Hennef Im Siegbogen                                  | Hennef Im Siegbogen                                  |
| S-Bahnhof | 35,3 | Blankenberg (Sieg)                                   | Blankenberg (Sieg)                                   |
| Brücke über Wasserlauf | | Sieg (drei Querungen)                                | Sieg (drei Querungen)                                |
| S-Bahnhof | 38,4 | Merten (Sieg) (Bahnhofsteil)                         | Merten (Sieg) (Bahnhofsteil)                         |
| Tunnel | | Tunnel Merten (235 m)                                | Tunnel Merten (235 m)                                |
| Brücke über Wasserlauf | | Sieg                                                 | Sieg                                                 |
| Bahnhof mit S-Bahn-Halt | 43,0 | Eitorf                                               | Eitorf                                               |
| Brücke über Wasserlauf | | Sieg                                                 | Sieg                                                 |
| Bahnhof mit S-Bahn-Halt | 49,6+176 | Herchen                                              | Herchen                                              |
| Kilometer-Wechsel | 49,6+202,149,8+0,0 |                                                      |                                                      |
| Brücke über Wasserlauf | | Sieg                                                 | Sieg                                                 |
| Tunnel | | Tunnel Herchen (370 m)                               | Tunnel Herchen (370 m)                               |
| Brücke über Wasserlauf | | Sieg                                                 | Sieg                                                 |
| Tunnel | | Hoppengarten-Tunnel (130 m)                          | Hoppengarten-Tunnel (130 m)                          |
| S-Bahn-Halt | 55,0 | Dattenfeld (Sieg) (zuvor Bahnhof)                    | Dattenfeld (Sieg) (zuvor Bahnhof)                    |
| Bahnhof mit S-Bahn-Halt | 58,3 | Schladern (Sieg)                                     | Schladern (Sieg)                                     |
| Brücke über Wasserlauf | | Sieg                                                 | Sieg                                                 |
| Strecke Tunnelanfang | | Tunnel Mauel (238 m)                                 | Tunnel Mauel (238 m)                                 |
| Strecke unter Wasserlauf Ende Hochstrecke | | Sieg                                                 | Sieg                                                 |
| | |                                                      |                                                      |
| S-Bahn-Halt | 60,1 | Rosbach (Sieg) (Haltepunkt und Überleitstelle)       | Rosbach (Sieg) (Haltepunkt und Überleitstelle)       |
| | |                                                      |                                                      |
| Brücke über Wasserlauf | | Sieg (zwei Querungen)                                | Sieg (zwei Querungen)                                |
| Abzweig geradeaus und von rechts | | Oberwesterwaldbahn von Altenkirchen                  | Oberwesterwaldbahn von Altenkirchen                  |
| Bahnhof mit S-Bahn-Halt | 64,8 | Au (Sieg)                                            | Au (Sieg)                                            |
| | |                                                      |                                                      |
| Grenze auf Brücke über Wasserlauf | | Sieg und Landesgrenze NRW/RLP (zwei Querungen)       | Sieg und Landesgrenze NRW/RLP (zwei Querungen)       |
| | |                                                      |                                                      |
| ehemaliger Haltepunkt / Haltestelle | 66,5 | Opperzau (1954 bis Mai 1994)                         | Opperzau (1954 bis Mai 1994)                         |
| Grenze | | Landesgrenze NRW/RLP                                 | Landesgrenze NRW/RLP                                 |
| Brücke über Wasserlauf | | Sieg                                                 | Sieg                                                 |
| Haltepunkt / Haltestelle | 67,3 | Etzbach                                              | Etzbach                                              |
| Abzweig geradeaus und ehemals nach links | 67,1 | Awanst Krages                                        | Awanst Krages                                        |
| Brücke über Wasserlauf | | Sieg (zwei Querungen)                                | Sieg (zwei Querungen)                                |
| Abzweig geradeaus und ehemals von links | 69,9 | Wissen Kautex (Anst)                                 | Wissen Kautex (Anst)                                 |
| Abzweig geradeaus und ehemals von links | | ehem. Wissertalbahn von Hermesdorf                   | ehem. Wissertalbahn von Hermesdorf                   |
| Bahnhof | 71,3 | Wissen (Sieg)                                        | Wissen (Sieg)                                        |
| Brücke über Wasserlauf | | Sieg (zwei Querungen)                                | Sieg (zwei Querungen)                                |
| Tunnel | | Schönsteiner Tunnel (344 m)                          | Schönsteiner Tunnel (344 m)                          |
| ehemaliger Haltepunkt / Haltestelle | 73,7 | Kleehahn (aufgelassen)                               | Kleehahn (aufgelassen)                               |
| Brücke über Wasserlauf | | Sieg                                                 | Sieg                                                 |
| Bahnhof | 75,3 | Niederhövels                                         | Niederhövels                                         |
| Brücke über Wasserlauf | | Sieg                                                 | Sieg                                                 |
| Tunnel | | Staader Tunnel (224 m)                               | Staader Tunnel (224 m)                               |
| Brücke über Wasserlauf | | Sieg                                                 | Sieg                                                 |
| Tunnel | | Mühlburg-Tunnel (32 m)                               | Mühlburg-Tunnel (32 m)                               |
| Brücke über Wasserlauf | | Sieg                                                 | Sieg                                                 |
| Strecke von rechts · Bahnhof | 79,7 | Scheuerfeld (Sieg)                                   | Scheuerfeld (Sieg)                                   |
| Überleitstelle / Spurwechsel rechts | | von Emmerzhausen                                     | von Emmerzhausen                                     |
| Betriebs-/Güterbahnhof Streckenende | | Scheuerfeld Weba                                     | Scheuerfeld Weba                                     |
| Bahnhof | 83,0123,1 | Betzdorf (Sieg) (Keilbahnhof)                        | Betzdorf (Sieg) (Keilbahnhof)                        |
| Abzweig geradeaus und nach rechts | | nach Haiger und nach Daaden                          | nach Haiger und nach Daaden                          |
| Brücke über Wasserlauf | | Sieg                                                 | Sieg                                                 |
| ehemaliger Haltepunkt / Haltestelle | 121,2 | Schwelbel (aufgelassen)                              | Schwelbel (aufgelassen)                              |
| Brücke über Wasserlauf | | Sieg                                                 | Sieg                                                 |
| Bahnhof | 120,7 | Kirchen                                              | Kirchen                                              |
| Abzweig geradeaus und ehemals nach links | | ehem. Asdorftalbahn / Biggetalbahn                   | ehem. Asdorftalbahn / Biggetalbahn                   |
| Brücke über Wasserlauf | | Sieg (zwei Querungen)                                | Sieg (zwei Querungen)                                |
| Tunnel | | Freusburger Tunnel (127 m)                           | Freusburger Tunnel (127 m)                           |
| Brücke über Wasserlauf | | Sieg                                                 | Sieg                                                 |
| Haltepunkt / Haltestelle | 118,6 | Freusburg Siedlung                                   | Freusburg Siedlung                                   |
| Brücke über Wasserlauf | | Sieg (zwei Querungen)                                | Sieg (zwei Querungen)                                |
| Tunnel | | Büdenholzer Tunnel (232 m)                           | Büdenholzer Tunnel (232 m)                           |
| Brücke über Wasserlauf | | Sieg (zwei Querungen)                                | Sieg (zwei Querungen)                                |
| Tunnel | | Brachbacher Tunnel (232 m)                           | Brachbacher Tunnel (232 m)                           |
| Bahnhof | 115,1 | Brachbach                                            | Brachbach                                            |
| Brücke über Wasserlauf | | Sieg                                                 | Sieg                                                 |
| Haltepunkt / Haltestelle | 114,1 | Mudersbach                                           | Mudersbach                                           |
| Brücke über Wasserlauf | | Sieg                                                 | Sieg                                                 |
| Bahnhof | 112,5 | Niederschelden                                       | Niederschelden                                       |
| Grenze auf Brücke über Wasserlauf | | Sieg und Landesgrenze RLP/NRW                        | Sieg und Landesgrenze RLP/NRW                        |
| | |                                                      |                                                      |
| Haltepunkt / Haltestelle Streckenanfang und Streckenende (im Tunnel) | 111,8 | Niederschelden Nord unter der Hüttentalstraße (B 62) | Niederschelden Nord unter der Hüttentalstraße (B 62) |
| | |                                                      |                                                      |
| Brücke über Wasserlauf | | Sieg                                                 | Sieg                                                 |
| Tunnel | | Niederscheldener Tunnel (350 m)                      | Niederscheldener Tunnel (350 m)                      |
| Strecke von rechts | | Sieg                                                 | Sieg                                                 |
| Bahnhof · Haltepunkt / Haltestelle | 110,6 | Eiserfeld (Sieg) früher Bf auch …                    | Eiserfeld (Sieg) früher Bf auch …                    |
| Abzweig quer und nach rechts · Abzweig geradeaus und nach rechts | | … der Eisern-Siegener Eisenbahn                      | … der Eisern-Siegener Eisenbahn                      |
| Brücke über Wasserlauf | | Sieg                                                 | Sieg                                                 |
| ehemaliger Haltepunkt / Haltestelle | 107,5 | Siegen West (1953–1970)                              | Siegen West (1953–1970)                              |
| Abzweig geradeaus und von rechts | | Kreisbahn Siegen-Wittgenstein                        | Kreisbahn Siegen-Wittgenstein                        |
| Bahnhof | 106,2 | Siegen Hbf                                           | Siegen Hbf                                           |
| Abzweig geradeaus und nach rechts | | nach Gießen                                          | nach Gießen                                          |
| | | nach Hagen                                           |                                                      |
| | |                                                      |                                                      |
| Quellen: | |                                                      |                                                      |

Die Siegstrecke ist eine rund 100 Kilometer lange, überwiegend zweigleisige, elektrifizierte Hauptbahn von Köln nach Siegen in Deutschland. Zwischen Blankenberg und Merten sowie zwischen Schladern und Rosbach wurde sie nach dem Zweiten Weltkrieg nur eingleisig wiederaufgebaut. Beide Endbahnhöfe liegen im Bundesland Nordrhein-Westfalen, rund 28 Kilometer verlaufen in Rheinland-Pfalz. Die Siegstrecke wurde ursprünglich als Teil der Deutz-Gießener Eisenbahn errichtet.

## Verlauf
Die Strecke führt ab dem Bahnhof Köln Messe/Deutz über Porz (Rhein), Troisdorf, Siegburg, Hennef (Sieg), Au (Sieg) und Betzdorf (Sieg) nach Siegen Hbf.
Zwischen Köln und Troisdorf nimmt sie dabei bis zur Abzweigstelle Steinstraße im Kölner Stadtbezirk Porz sämtlichen Regional- und Fernverkehr auf. An der Abzweigstelle Steinstraße wechseln die ICE-Züge höhengleich auf die Schnellfahrstrecke Köln–Rhein/Main. Direkt anschließend endet die getrennte S-Bahn-Strecke, so dass auf der Siegstrecke die Regional- und S-Bahn-Züge verbleiben. Parallel steht ab dort dem von Gremberg kommenden Güterverkehr bis Troisdorf ein eigenes Gleispaar zur Verfügung.
Im Bahnhof Troisdorf zweigt die Rechte Rheinstrecke ab. Im Bereich des Bahnhofs Siegburg/Bonn trennt sich die Siegstrecke von der Schnellfahrstrecke Köln–Rhein/Main und erreicht anschließend das namensgebende Siegtal. Im weiteren Verlauf folgt sie dem Fluss, wobei sie dessen Mäander mithilfe einer Vielzahl von Tunneln und Brücken durchschneidet. Charakteristisch ist dabei, dass infolge von Kriegsschäden zwei insgesamt fünf Kilometer lange Abschnitte nur eingleisig in Betrieb sind.
Im Bahnhof Au (Sieg) stößt die Oberwesterwaldbahn aus Richtung Altenkirchen hinzu. Die folgenden Stationen von Etzbach über Betzdorf bis Niederschelden (Ortsteil Niederschelderhütte der Ortsgemeinde Mudersbach) liegen in Rheinland-Pfalz. In Betzdorf können Reisende zur Hellertalbahn und zur Daadetalbahn umsteigen. Mit dem Haltepunkt Niederschelden Nord werden das Land Nordrhein-Westfalen und der Stadtteil Niederschelden der Stadt Siegen erreicht.

## Bedienungsangebot
Die Bedienung der Siegstrecke im Schienenpersonennahverkehr erfolgt im Auftrag der drei regional zuständigen Aufgabenträger Zweckverband Nahverkehr Rheinland, ZV SPNV Rheinland-Pfalz Nord bzw. ZV Nahverkehr Westfalen-Lippe.
- Rhein-Sieg-Express (RE 9) der DB Regio (Aachen – Köln – Siegen), Stundentakt. Verkehrt vorwiegend mit Wendezügen aus Doppelstockwagen mit Elektroloks der Baureihe 146. Ab dem Jahr 2012 trugen Triebwagen vom Typ Bombardier Talent 2 in Doppeltraktion die Hauptlast.
- Westerwald-Sieg-Bahn (RB 90) der HLB als Dreiländerbahn (Limburg – Westerburg – Altenkirchen – Au – Betzdorf – Siegen), verkehrt im Stundentakt im Anschluss an die S 12, zur Hauptverkehrszeit halbstündlich im Abschnitt Altenkirchen – Betzdorf. Die Züge bestehen aus Dieseltriebwagen der Baureihen 640 oder 648 für Geschwindigkeiten bis zu 120 km/h.
- Rothaarbahn (RB 93) der HLB als Dreiländerbahn (Betzdorf – Siegen – Kreuztal – Bad Berleburg), verkehrt im Stundentakt im Anschluss an den RE 9, bildet gemeinsam mit RB 90 Halbstundentakt im Abschnitt Betzdorf – Siegen. Die Züge bestehen aus Dieseltriebwagen der Baureihen 640 oder 648 für Geschwindigkeiten bis zu 120 km/h.
- S 12 der S-Bahn Köln ((Horrem –) Köln-Ehrenfeld – Köln – Köln-Porz – Troisdorf – Hennef – Au), bis Hennef 20-Minuten-Takt, weiter bis Au Stundentakt. Bildet werktags gemeinsam mit S 19 Halbstundentakt im Abschnitt Hennef – Herchen – Au. Sonntags halbstündlich bis Au. Verkehrt mit Doppeltraktionen aus Elektrotriebwagen der Baureihe 423 und Elektrotriebwagen der Baureihe 424.
- S 19 der S-Bahn Köln (Düren – Sindorf – Köln-Ehrenfeld – Köln – Köln-Bonn Flughafen – Troisdorf – Siegburg – Hennef – Herchen – Au), werktags bis Au Stundentakt mit zusätzlichen Fahrten in der Hauptverkehrszeit bis Hennef oder Blankenberg, Sonntags im Stundentakt bis Hennef und Nachtverkehr bis Au.

Im Schienenpersonenfernverkehr gibt es eine Verbindung:
Seit 2. Juli 2021 befährt der UEX-Nachtzug Düsseldorf–Verona–Düsseldorf an jedem Wochenende freitags/sonntags die Siegstrecke. Es handelt sich um eine Kombination mit dem Autoreisezug (Verladung nur in Düsseldorf und Verona möglich). Diese bilden eine Einheit. UrlaubsExpress gibt an, dass die Züge eigentlich über Koblenz verkehren sollten. Aufgrund von Baustellen auf den beiden Rheinstrecken und im Rhein-Main-Gebiet hat man sich aber bei fast allen Zügen ab Düsseldorf für die Strecke über Siegen entschieden. Alle Züge halten entlang der Siegstrecke an folgenden Bahnhöfen: Köln Messe/Deutz, Siegburg/Bonn und Siegen Hbf. Richtung Verona hielten die Züge von Mai bis September 2021 in Au (Sieg) statt in Siegburg.

## Tarife
Die Strecke führt durch drei Verkehrsverbünde mit unterschiedlichen Tarifen, je nach Start- und Zielort. Für Fahrten innerhalb der jeweiligen Streckenabschnitte gelten folgende Tarife:
- Köln – Au: Verkehrsverbund Rhein-Sieg (VRS)
- Etzbach – Niederschelden: Verkehrsverbund Rhein-Mosel (VRM)
- Niederschelden Nord – Siegen: Westfalentarif (hat 2017 den Tarif der VGWS abgelöst)

Für verbundübergreifende Fahrten gibt es folgende Regelungen:
- Bei einer Fahrt aus dem VRS in das Gebiet des VRM und umgekehrt gilt der Tarif des VRS (Beispiel: Betzdorf – Köln).
- Für Fahrten aus dem Gebiet des Westfalentarifs in den VRM und umgekehrt gilt der Westfalentarif (Beispiel: Siegen – Betzdorf). Fahrkarten des Westfalentarifs werden ab/bis Wissen ausgegeben.
- Mit Fahrscheinen des VRM kann bei Fahrten zwischen Altenkirchen und Betzdorf der im VRS-Gebiet liegende Abschnitt Geilhausen – Au der Westerwald-Sieg-Bahn durchfahren werden. Damit ist zwischen Zielen innerhalb des Landkreises Altenkirchen allein eine Fahrkarte des VRM erforderlich.
- Für Fahrten aus dem VRS in das Gebiet des Westfalentarifs und umgekehrt gilt der NRW-Tarif. Im Sinne des NRW-Tarifes gilt dabei der Abschnitt des VRM im Landkreis Altenkirchen, also Etzbach bis Niederschelden, als Transitstrecke, die bei Fahrten zwischen Zielen in NRW zum NRW-Tarif befahren werden darf (Beispiel: Köln – Siegen). Niederschelden Nord ist entgegen dieser Regelung mit dem VRS-Tarif erreichbar.
- Einzig für Fahrten Siegen – Etzbach findet kein Verbundtarif Anwendung, es gilt der Deutschlandtarif.

Bei den Pauschalpreis-Fahrkarten des Regionalverkehrs gilt:
- Das Schöner-Tag-Ticket NRW ‒ also das Länderticket für Nordrhein-Westfalen ‒ sowie das Schöne-Fahrt-Ticket NRW sind auf der gesamten Siegstrecke nutzbar, da im Landkreis Altenkirchen der NRW-Tarif als Übergangstarif zählt.
- Das Rheinland-Pfalz-Ticket sowie das Rheinland-Pfalz-Ticket+LUX gelten auf dem Abschnitt Au – Siegen.
- Das Quer-durchs-Land-Ticket gilt als bundesweites Angebot auf der gesamten Siegstrecke.

## Geschichte

### Entstehung
Die heutige Siegstrecke besteht aus dem westlichen Teil der Deutz-Gießener Eisenbahn (DGE) bis Betzdorf und ihrer Zweigstrecke von Betzdorf nach Siegen. Die ursprüngliche DGE verlief über die Bahnstrecke Betzdorf–Haiger ab Betzdorf über Herdorf und Burbach (Kr Siegen) nach Haiger und von dort weiter über die Dillstrecke via Dillenburg nach Gießen. Durch die Inbetriebnahme der direkten Strecke zwischen Siegen und Haiger im Jahr 1915 verlagerte sich der Verkehr, Siegen wurde zum neuen Knotenpunkt.
Im Jahr 1865 konnte man vier Personenzüge zwischen (Köln-)Deutz und Siegen vermelden, welche pro Richtung 4 Stunden und 11 Minuten Fahrzeit benötigten. 
Ein Eilzug, der nur an den Stationen und nicht an den Haltepunkten hielt, benötigte zwei Stunden und 38 Minuten für die gleiche Strecke.
Das Sieghochwasser 1909 beschädigte zahlreiche Brücken. Die Brücke in Herchen war so stark beschädigt, dass sie von Grund auf neu gebaut werden musste. Im Sommer 1914 wurden zahlreiche Sonderzüge eingesetzt, um nach dem Beginn des Ersten Weltkrieges deutsche Soldaten (darunter viele Kriegsfreiwillige, siehe Augusterlebnis) an die Westfront zu befördern.

### Weitere Jahre

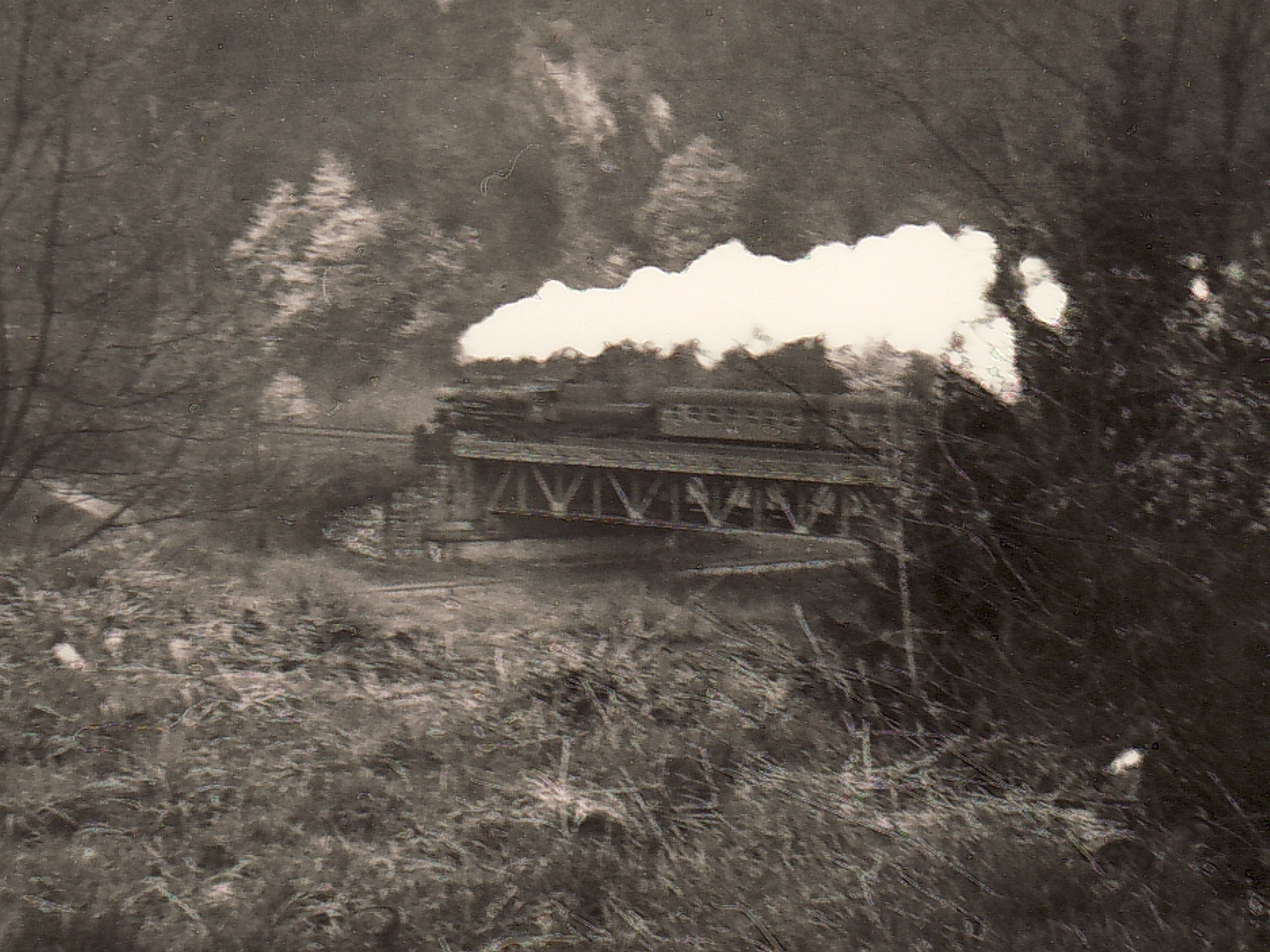
1960: Personenzug aus Richtung Tunnel Herchen auf der Brücke über die Sieg

Die Französische Besatzungsmacht ordnete alle Bahnstrecken im nördlichen Teil ihrer Besatzungszone der Eisenbahndirektion Mainz zu. Für die Siegstrecke betraf das den Abschnitt östlich von Au bis Niederschelden. Bis in die Gegenwart wirken die letzten Tage des Zweiten Weltkriegs 1945 nach, in denen zahlreiche Brücken über die Flüsse zerstört und in der Folge zunächst nur eingleisig wiederaufgebaut wurden. Die Zweigleisigkeit wurde über viele Jahre abschnittsweise weitgehend wieder hergestellt. Die letzten verbliebenen eingleisigen Abschnitte bestehen zwischen Blankenberg und Merten (drei Kilometer) sowie Schladern und Rosbach (zwei Kilometer). Die Zweigleisigkeit wurde wieder hergestellt:
- Betzdorf–Kirchen zum 20. April 1952[6]
- Brachbach–Niederschelden zum 19. Mai 1957[7]
- Niederhövels–Scheuerfeld zum 26. September 1958[8]
- Niederhövels–Wissen zum 27. Mai 1959[9]
- Au–Wissen (Sieg) zum 4. Februar 1960[10]
- Troisdorf–Siegburg 1991 vor Aufnahme des S-Bahn-Betriebs.

Im eingleisigen Abschnitt bei der Ortschaft Bülgenauel kam es am 18. Februar 1956 zu dem Zusammenstoß eines Güterzuges und eines Eilzugs aufgrund menschlichen Versagens. Bei dem Eisenbahnunfall starben zwei Personen, 15 weitere wurden verletzt.
1962 wurde der erste Teil der Siegstrecke von Köln bis Troisdorf zusammen mit der rechten Rheinstrecke elektrifiziert, 1980 die übrige Siegstrecke ab Troisdorf. Im Jahr 1976 wurde der Dampflokbetrieb im Siegtal eingestellt. Erst im Jahr 1987 durften hier wieder Dampflokomotiven fahren.
Die Bahnmeisterei Wissen wurde 1968 geschlossen.
Mit der schrittweisen Auflösung der Bundesbahndirektion Mainz fiel die Zuständigkeit für den Abschnitt Au–Niederschelden an die Bundesbahndirektion Wuppertal.
Der früher umfangreiche Güterverkehr ist stark zurückgegangen. Der Personenfernverkehr wurde in den 1980er-Jahren von der Deutschen Bundesbahn eingestellt. Für wenige Monate, vom 6. Juni bis zum 27. Oktober 2003, ließ das Unternehmen Connex über die Siegstrecke den Fernverkehrszug InterConnex von Köln über Siegen – Marburg – Kassel – Berlin nach Rostock fahren. 1990/1991 wurden im Siegtal Versuchsfahrten mit dem Intercity-Express durchgeführt.

### S-Bahn-Verkehr
Im Rahmen der S-Bahn Köln fahren seit 1991 Züge der Linie S 12, die anfangs aus Lokomotiven der Baureihe 143 mit n-Wagen bestanden, halbstündlich von Köln-Nippes über Köln Hbf nach Hennef (Sieg) und stündlich weiter nach Au (Sieg). Im Frühjahr 2004 wurden die Stationen entlang der S 12 durchgehend mit Hochbahnsteigen ausgestattet, teilweise mit neuen Zugangstunneln als Ersatz für schienengleiche Bahnsteigzugänge. In den Bahnhöfen Porz, Troisdorf, Hennef und Blankenberg entstanden zunächst Provisorien, Ende 2009 ging als letztes der neue Hochbahnsteig in Porz in Betrieb. Seit dem 13. Juni 2004 fährt die S 12 mit Triebwagen der Baureihe 423 von Düren über Köln alle 20 Minuten nach Hennef und stündlich weiter nach Au.
Ab Oktober 2010 wurde der neue Haltepunkt Hennef Im Siegbogen errichtet und ging planmäßig im Dezember 2011 in Betrieb. Ebenfalls 2011 erhielten der Bahnhof Blankenberg einen zweiten Bahnsteig und der Bahnhof Au (Sieg) gesonderte Stumpfgleise für S-Bahn und Regionalbahn.
Beginnend im Dezember 2014 wurden zunehmend mehr Fahrten der bisherigen Linie S 13 über Troisdorf hinaus als Linie S 19 ins Siegtal verlängert. Diese zweite S-Bahn-Linie bietet in Ergänzung zur S 12 eine direkte Verbindung zum Flughafen Köln/Bonn. Sie verdoppelt mit Stand 2018 das Fahrtenangebot in der Hauptverkehrszeit auf sechs Züge pro Stunde bis Hennef, und im weiteren Verlauf bis Au auf zwei Züge pro Stunde. Hinzu kommen unverändert die Züge des Rhein-Sieg-Express, die zuvor aufgrund gestiegener Fahrgastzahlen der Nachfrage nicht mehr hatten gerecht werden können.
Die lediglich drei Bahnsteigkanten im Bahnhof Hennef bedeuten dabei einen betrieblichen Engpass. Einzelne Züge der Linie S 19 fahren daher weiter bis zum Bahnhof Blankenberg, wo sie zwar ebenfalls auf einem Hauptgleis wenden müssen, unterwegs jedoch den Haltepunkt Hennef Im Siegbogen mit bedienen. Der im Bahnhof Blankenberg beginnende eingleisige Streckenabschnitt bis zum Haltepunkt Merten ist seinerseits ein weiterer Engpass, so dass die bis Au fahrenden Züge tagsüber nicht in Blankenberg halten.
Für im Bahnhof Herchen wendende Züge stattete DB Netz den knapp sieben Kilometer langen Streckenabschnitt nach Eitorf in Fahrtrichtung Köln mit einem zusätzlichen Blocksignal aus, es ging zum kleinen Fahrplanwechsel am 12. Juni 2016 in Betrieb.
Seit dem Fahrplanwechsel im Jahre 2015 verkehren montags bis freitags mindestens zwei Umläufe mit der Baureihe 420 zwischen Hennef und Köln-Ehrenfeld (Horrem), diese verkehren darüber hinaus frühmorgens und spätabends über Hennef bis Au (Sieg) weiter.

### Rheinland-Pfalz-Takt 2015

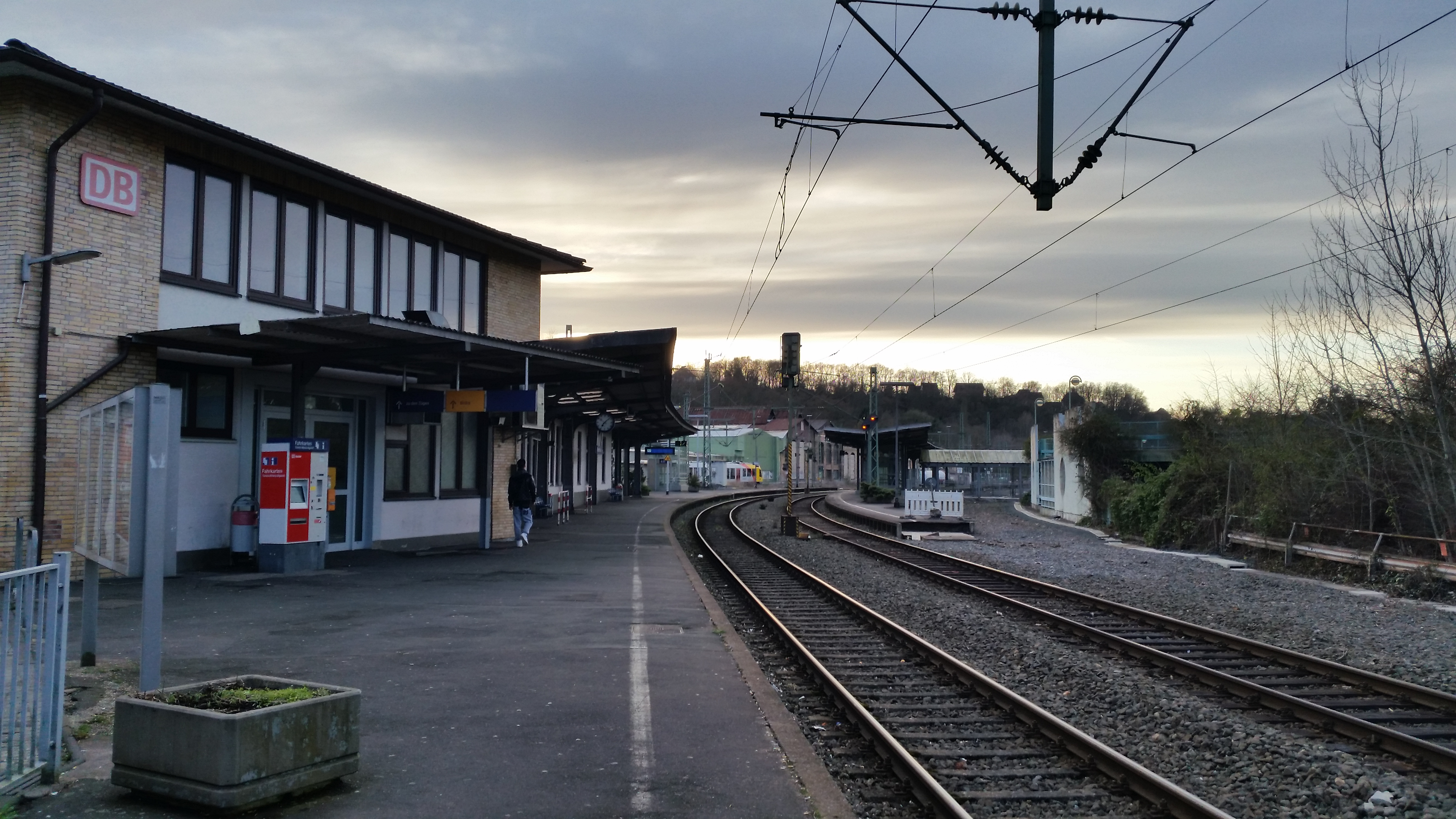
Bahnhof Betzdorf im März 2016: Gleise 105, 106 sowie (ganz rechts) ehemaliges Gleis 107 mit der Fußgängerverbindung zur P+R-Anlage.

Zum Fahrplanwechsel im Dezember 2015 gestaltete der rheinland-pfälzische Aufgabenträger SPNV Nord im Rahmen des Rheinland-Pfalz-Taktes 2015 den Schienenpersonennahverkehr im östlichen Teil der Strecke neu. Nach der Betriebsaufnahme des Dieselnetzes Eifel-Westerwald-Sieg durch die Hessische Landesbahn im Dezember 2014 änderten sich 2015 die Linienführungen der Regionalbahnen:
Züge der Oberwesterwald-Bahn RB 90 aus Limburg über Altenkirchen fahren über Au hinaus via Betzdorf nach Siegen, teilweise auch weiter bis Kreuztal. Außerdem beginnen die Fahrten der Rothaar-Bahn RB 93 über Kreuztal und Erndtebrück nach Bad Berleburg nicht mehr in Siegen, sondern bereits in Betzdorf.
Im Mai 2015 hat DB Netz den Streckenabschnitt zwischen den Bahnhöfen Brachbach und Kirchen auf Höhe des Haltepunktes Freusburg Siedlung mit zusätzlichen Blocksignalen ausgestattet, um eine dichtere Zugfolge zu ermöglichen.
Im Zusammenhang mit dem neuen Betriebsprogramm wurde die Reaktivierung von Gleis 107 im Bahnhof Betzdorf angestoßen, welches 2003 stillgelegt worden war. Die Maßnahme wurde baulich vorbereitet, aber mehrmals verschoben.

## Planungen

### Durchgehend zweigleisiger Ausbau

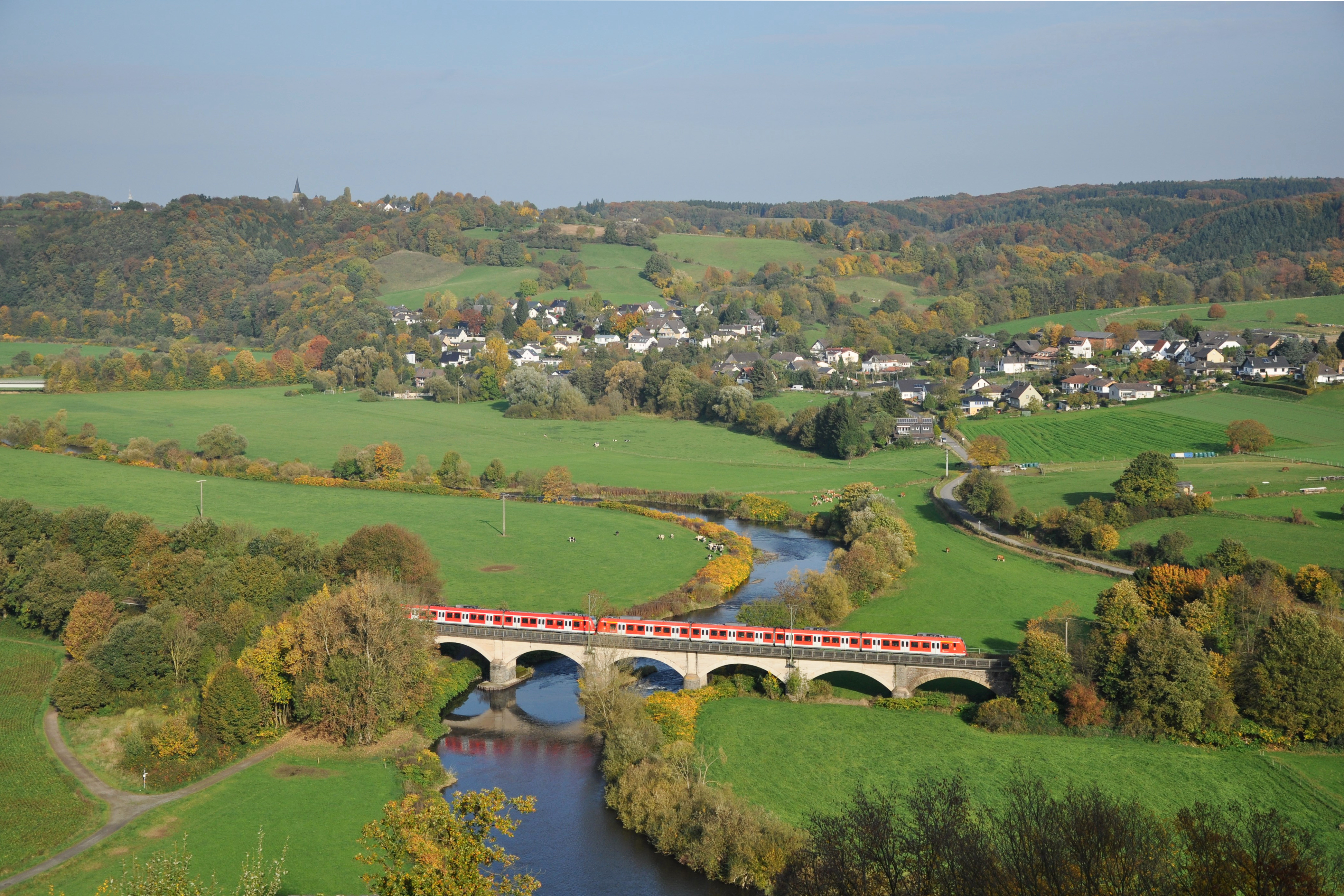
S-Bahn-Triebzug der DB-Baureihe 423 auf dem eingleisigen Abschnitt bei Blankenberg

Für den zweigleisigen Ausbau der beiden Abschnitte zwischen Blankenberg und Merten sowie zwischen Schladern und Rosbach wurden im Jahr 2007 die Kosten auf 27 bzw. 37 Millionen Euro geschätzt.
Im Rahmen der Integrierten Gesamtverkehrsplanung des Landes Nordrhein-Westfalen wurde 2005 die Ertüchtigung der Siegstrecke mit einem Kosten-Nutzen-Quotienten von −0,98 abgelehnt. Der Geschäftsführer des Zweckverband Nahverkehr Rheinland, Norbert Reinkober, hielt im Mai 2012 einen Ausbau der Siegstrecke zu einer durchgängigen Zweigleisigkeit auf Grund der hohen Kosten für kurzfristig unwahrscheinlich.
Der Bundesverkehrswegeplan 2030 umfasst unter dem Punkt Neue Vorhaben, Vordringlicher Bedarf eine zusammengefasste Maßnahme „Korridor Mittelrhein: Zielnetz I“. Diese beinhaltet u. a. den vollständigen zweigleisigen Ausbau zwischen Hennef und Au und die Herstellung des KV-Profil P/C 400 an allen Tunneln zwischen Au und Siegen. Die Politik im Kreis Altenkirchen hatte sich im Juni 2013 für die Aufnahme des Ausbaus in den Bundesverkehrswegeplan 2030 eingesetzt, auch unter Inkaufnahme eines erhöhten Güterverkehrs.
Nicht im Bundesverkehrswegeplan aufgeführt sind Ausbaumaßnahmen für eine Verbesserung der Verbindungsgleise in Siegen zur Dillstrecke sowie in Troisdorf zur Güterstrecke nach Gremberg. Die Strecke ist mit Stand 2012 zwischen Köln und Troisdorf vollständig belegt. Zusätzliche Fahrplantrassen sind allenfalls für den Fernverkehr zwischen Köln Messe/Deutz und Köln Steinstraße konstruierbar.
Der zweigleisige Ausbau wird durch den Kreisausschuss für Planung und Verkehr des Rhein-Sieg-Kreises blockiert. Entsprechende Anträge zum Ausbau wurden im Juni 2015 sowie im Dezember 2019 mehrheitlich abgelehnt. Dem Nahverkehrsplan 2020 des Rhein-Sieg-Kreises ist jedoch unter Punkt 7.8.2. „Kapazitätssteigerungsmaßnahmen auf den Schienenstrecken“ zu entnehmen, dass der Kreis sowie die Stadt Bonn für den ÖPNV-Bedarfsplan des Landes NRW u. a. den Ausbau der Siegstrecke für den SPNV angemeldet haben.

### Haltepunkt Sankt Augustin-Buisdorf
Einen im Sommer 2017 dem Rat der Stadt Sankt Augustin vorgebrachten Wunsch nach einer neuen S-Bahn-Station im Stadtbezirk Buisdorf zwischen Siegburg und Hennef hat der Zweckverband Nahverkehr Rheinland zurückgewiesen. Begründet wurde dies mit zu geringen erwartbaren Fahrgastzahlen sowie dem „derzeit noch nicht absehbar[en]“ zweigleisigen Ausbau. Im Nahverkehrsplan 2020 des Rhein-Sieg-Kreises wird unter Punkt 7.8.5. angemerkt, dass ca. 5100 Anwohner in einem Einzugsgebiet von 1,5 Kilometern um eine mögliche S-Bahn-Station Buisdorf leben.

### Angebot
Zum Betriebsstart im Dezember 2025 wird der Betrieb des Rhein-Sieg-Express neu ausgeschrieben. Durch die Bahnsteiglängen und die geforderten Kapazitäten wird davon ausgegangen, dass nur doppelstöckige Fahrzeuge zum Einsatz kommen können. Dabei können auch Gebrauchtfahrzeuge eingesetzt werden. Es ist eine Vertragslaufzeit von fünf Jahren mit drei jährlichen Verlängerungsoptionen vorgesehen.
Um das Jahr 2030 soll für den Rhein-Ruhr-Express eine zweite Tranche Fahrzeuge bestellt werden, wobei auch die Linie RE 9 mit diesen Fahrzeugen bestückt wird. Das auszuschreibende Fahrzeugmodell soll in seinen Spezifikationen weitgehend den heute auf dem Rhein-Ruhr-Express eingesetzten Fahrzeugen entsprechen. Es sind vierteilige Elektrotriebzüge vorgesehen, die in Doppeltraktion mindestens 720 Sitzplätze besitzen. Das ursprünglich vorgesehene Fahrplankonzept ging von einer Flügelung beider Triebzüge in Eitorf aus, wobei die beiden Zugteile Richtung Siegen mit unterschiedlichen Haltekonzeptionen verkehren sollten. Der erste Zugteil sollte mit geringerer Halteanzahl weiterfahren und durch eine frühere Ankunft in Siegen die Umsteigezeiten verlängern. Der zweite Zugteil sollte mit Halt an allen Stationen bis Kreuztal fahren.
In weiteren Untersuchungen hat sich ergeben, dass sich das geplante Flügelzugkonzept nicht umsetzen lässt. So ist der Bahnhof Eitorf mit seinen beiden Gleisen zur vollen Stunde für längere Zeit durch den Flügelvorgang von Zügen beider Richtungen vollständig blockiert. Bei der aktuellen Infrastruktur besteht keine Ausweich- oder Überholmöglichkeit. Die bauliche Realisierung einer Ausweichmöglichkeit lässt durch bestehende andere Bauwerke nicht zeitgerecht umsetzen. In Rheinland-Pfalz sind viele Bahnsteige für die neuen Fahrzeuge zu niedrig und lassen sich nicht fristgerecht erhöhen. Außerdem wird die Kapazität von etwa 360 Sitzplätzen für den schnellen Zugteil als zu niedrig angesehen.
Daher sollen die Fahrten in Doppeltraktion ohne Flügelung durchgeführt werden. Es ist vorgesehen vier Halte auf dem Laufweg zwischen Köln und Siegen zu streichen, um eine frühere Ankunft in Siegen zu ermöglichen. Mit dem RMV sollen Verhandlungen aufgenommen werden, um die zweistündlichen Fahrten der RE 99 Siegen – Gießen wieder in die Linie RE 9 zu integrieren und so eine zweistündliche durchgehende Fahrt ohne Umstieg zwischen Gießen und Köln zu erreichen. Die Zwischenstationen des geplanten langsamen Zugteils sollen durch eine zusätzliche RB-Linie Au – Kreuztal bedient werden. Die RB 93 aus Bad Berleburg sollen nicht mehr nach Betzdorf fahren, sondern in Siegen enden.
Im Rahmen des Rhein-Ruhr-Expresses bestehen Überlegungen, neben dem Rhein-Sieg-Express eine zusätzliche Expresslinie von Siegen über Köln/Bonn Flughafen nach Düsseldorf zu führen. Der Zielfahrplan des zweiten Gutachterentwurfes zum Deutschland-Takt sieht in seinen Linientaktgrafiken vor, dass der Rhein-Sieg-Express zukünftig nur noch zwischen Siegen und Köln verkehrt. Der weitere Abschnitt nach Aachen geht auf eine andere Linie aus Richtung Dortmund über.

## Bildergalerie

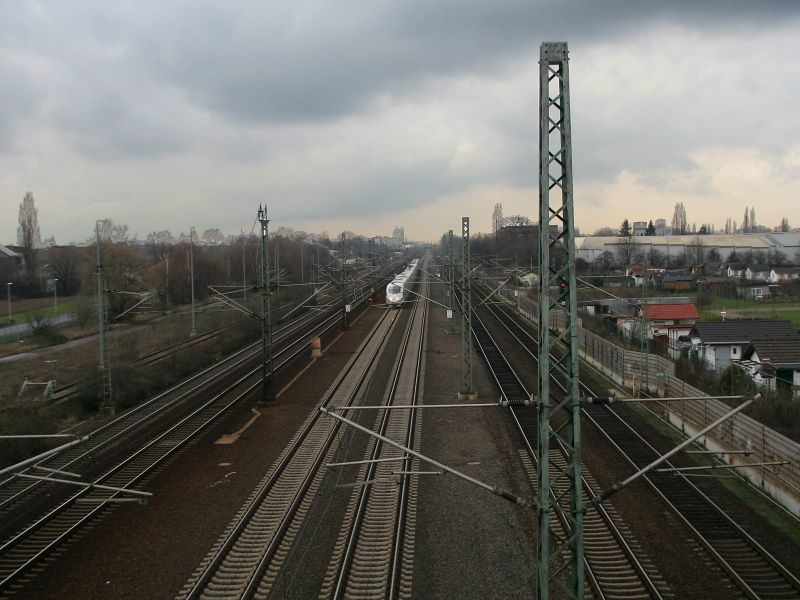
Köln-Porz, Blickrichtung Köln: Links die rechte Rheinstrecke, rechts die Siegstrecke, dazwischen die Schnellfahrstrecke.
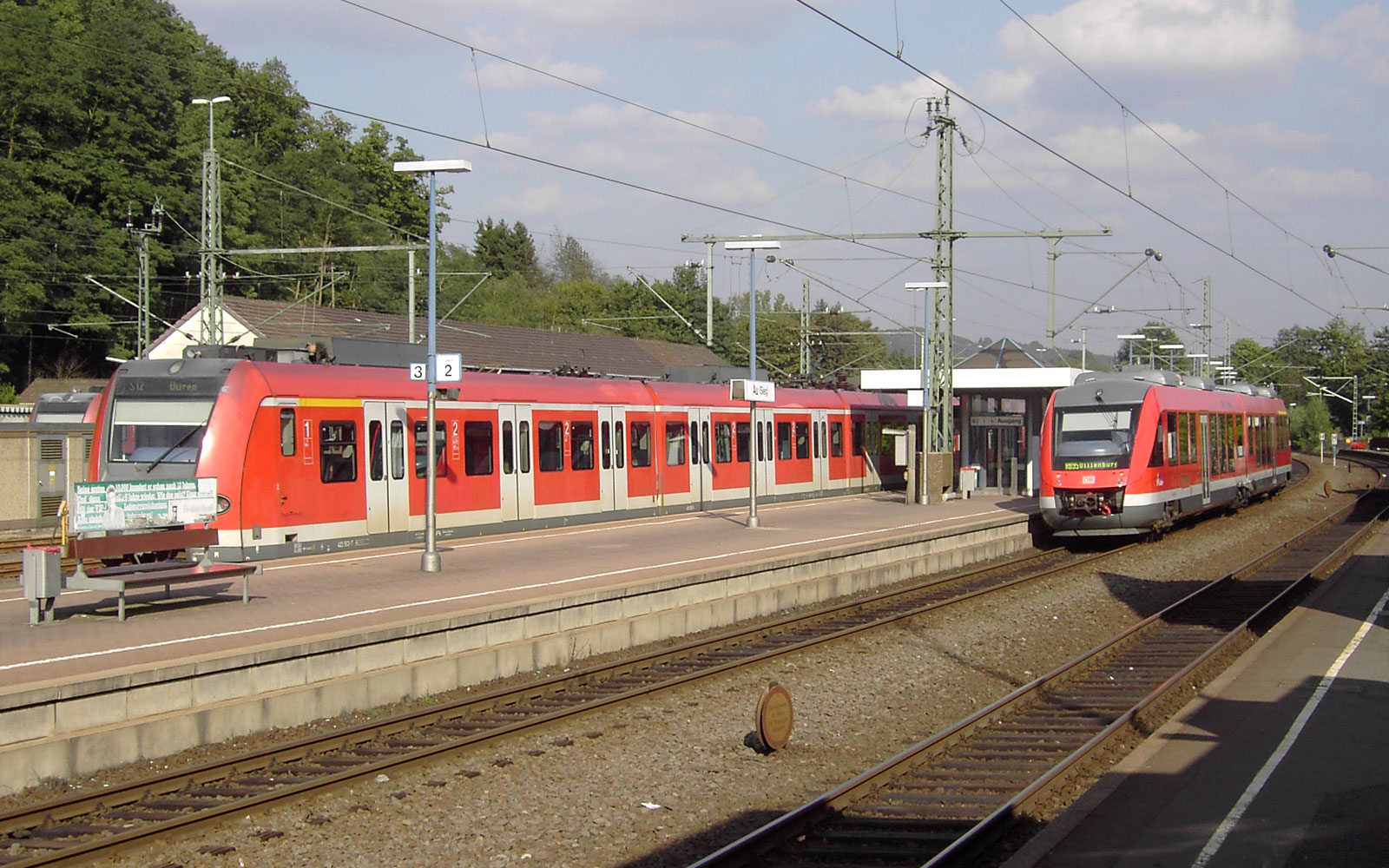
Au (Sieg) bis 2011: Links Elektro-Triebwagen der S 12 (DB-Baureihe 423), rechts Diesel-Triebwagen der Sieg-Dill-Bahn (DB-Baureihe 648)
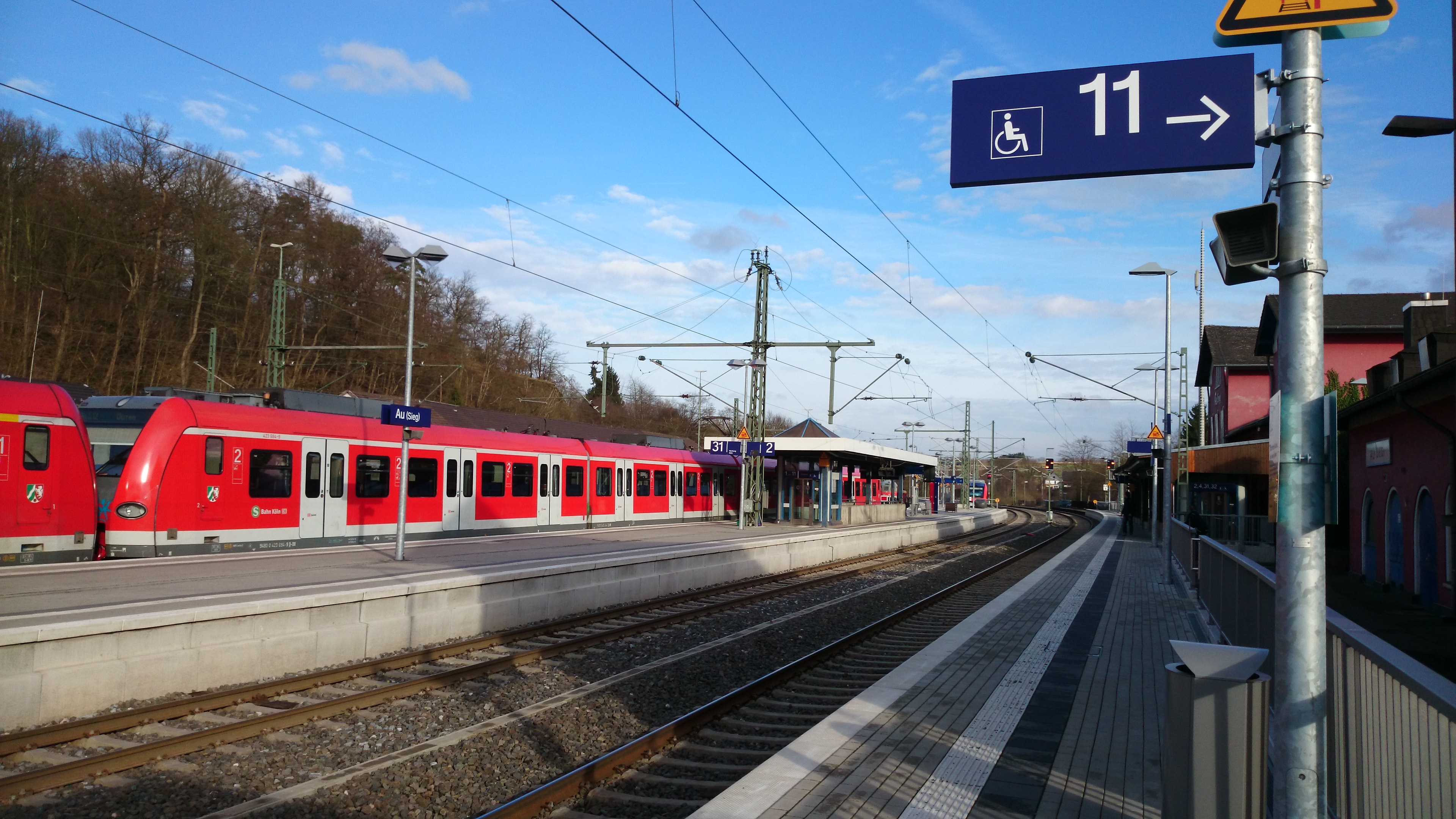
Au (Sieg) ab 2014, mit neuen Kopfgleisen: Links Triebwagen der S12 (DB-Baureihe 423), im Hintergrund Triebwagen der DB-Baureihe 648 der Sieg-Dill-Bahn (RB 95)
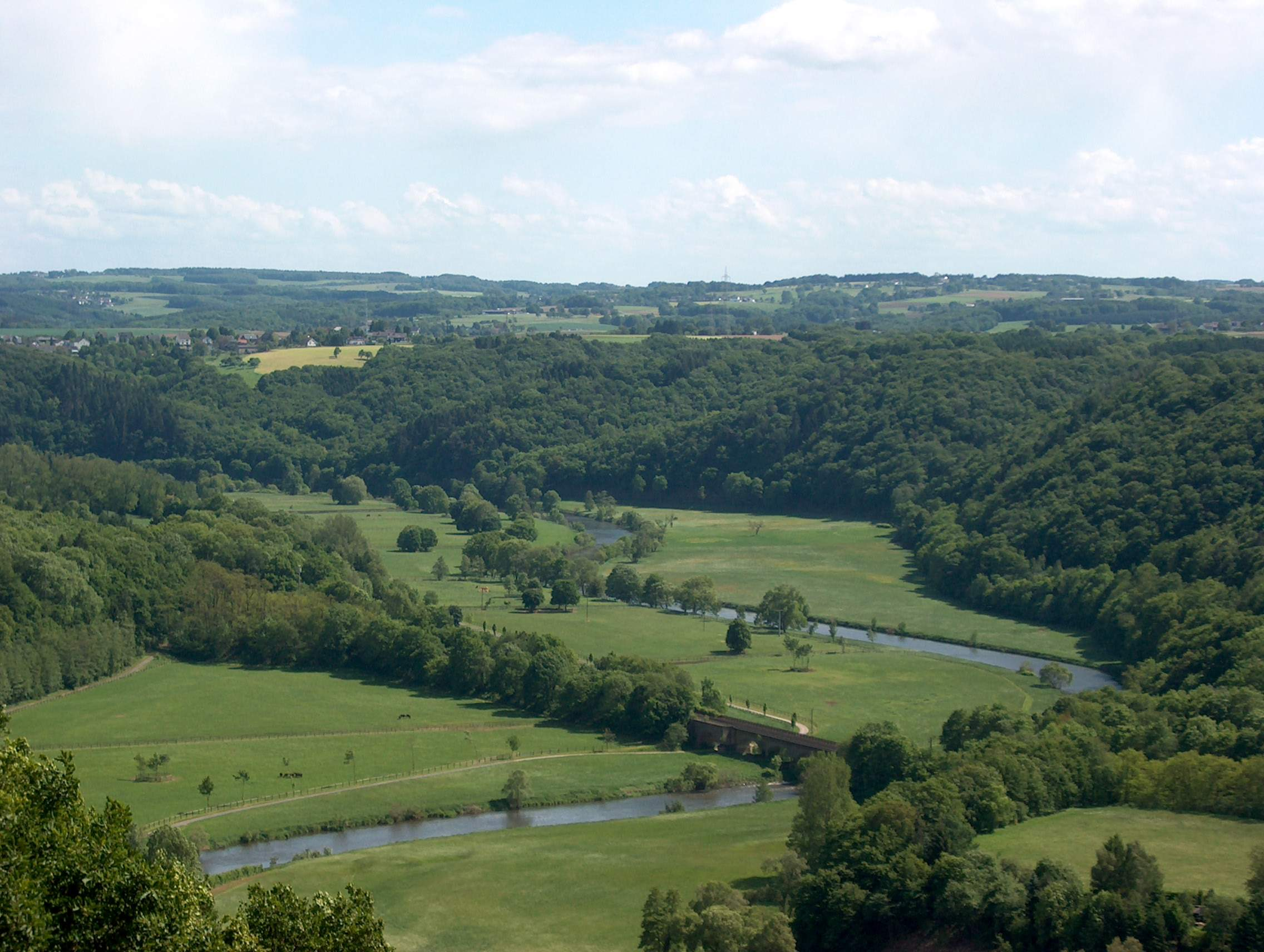
Siegtal zwischen Eitorf-Merten und Hennef-Bülgenauel mit der hier eingleisigen Siegstrecke
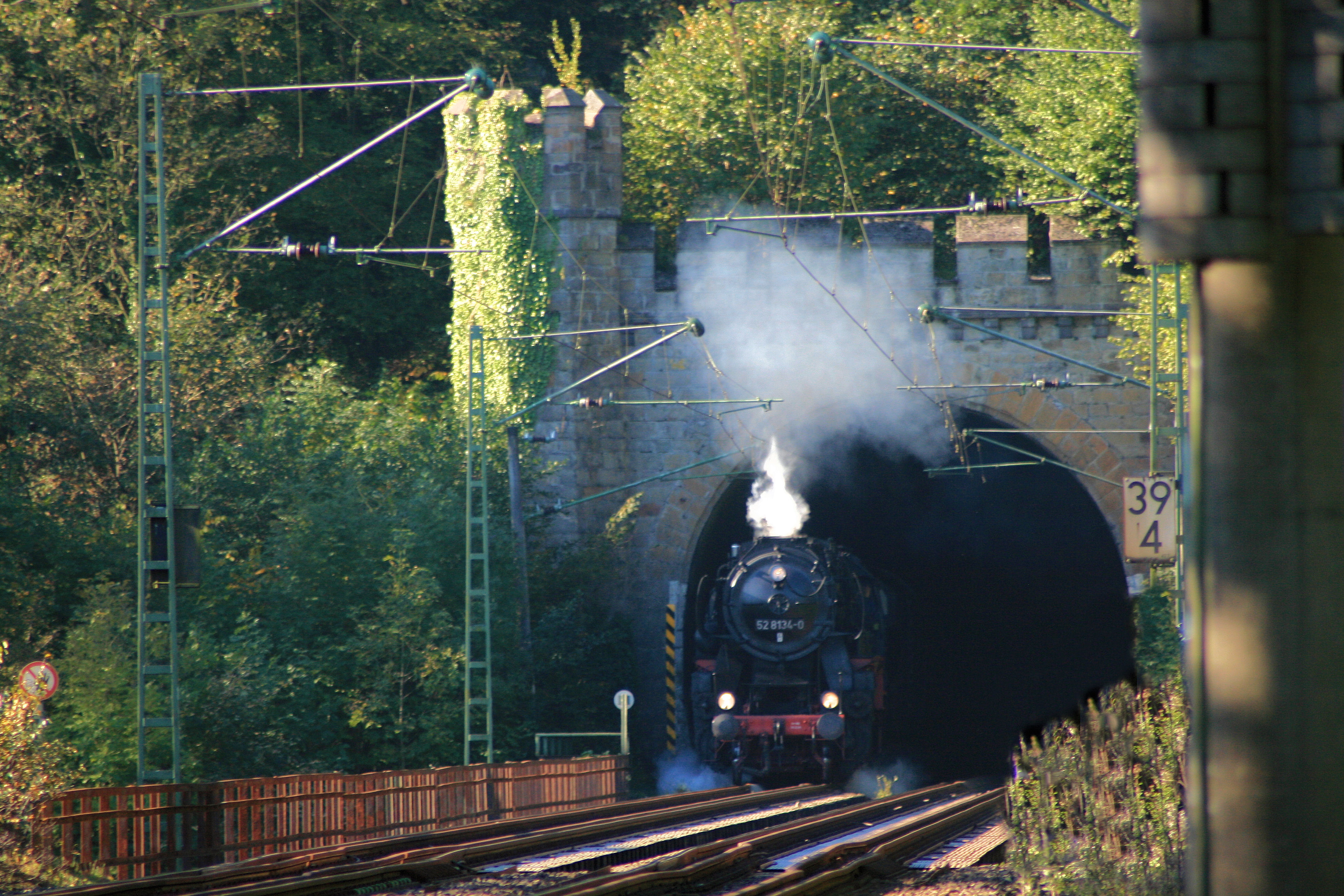
Ostportal des Tunnels Merten
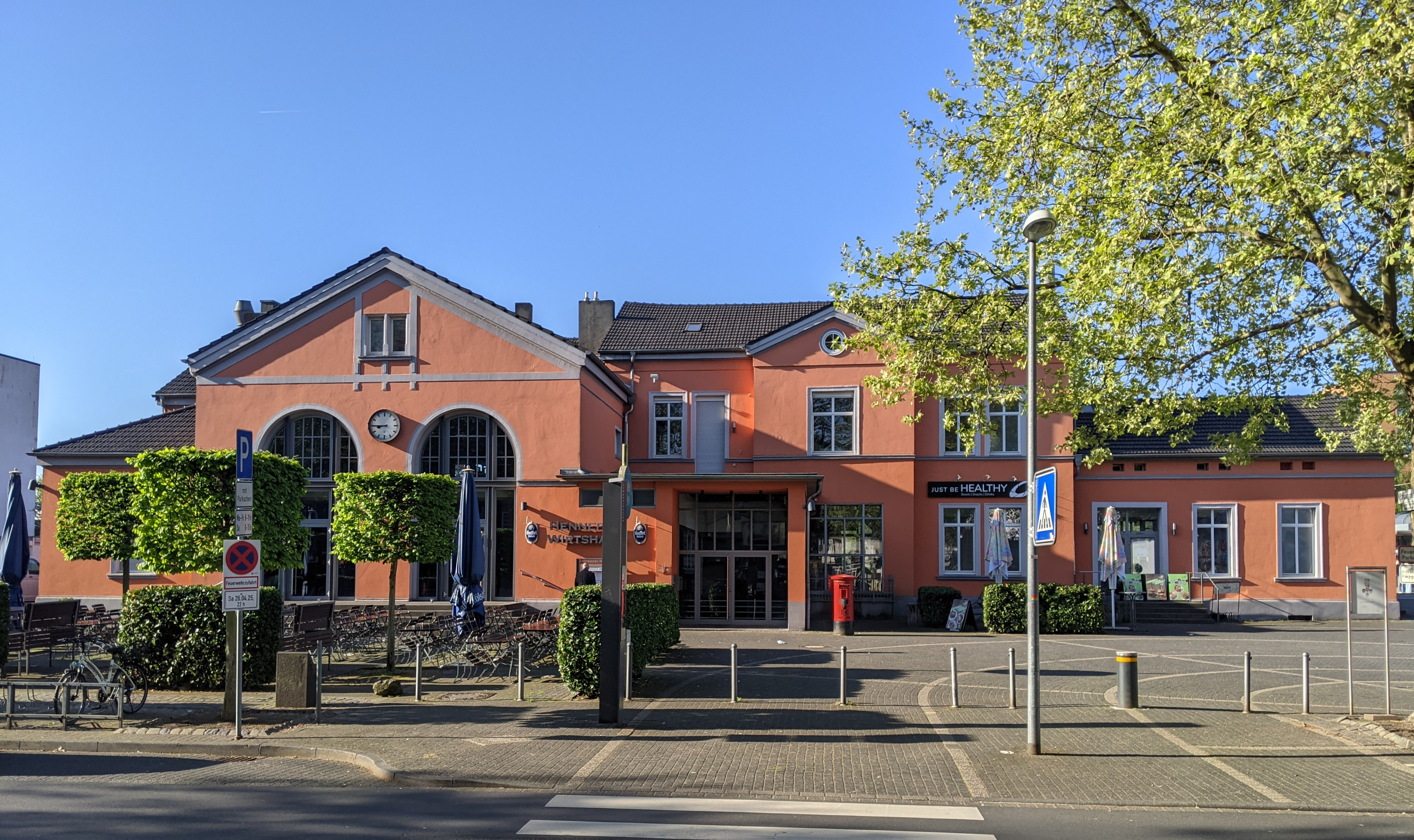
Empfangsgebäude in Hennef
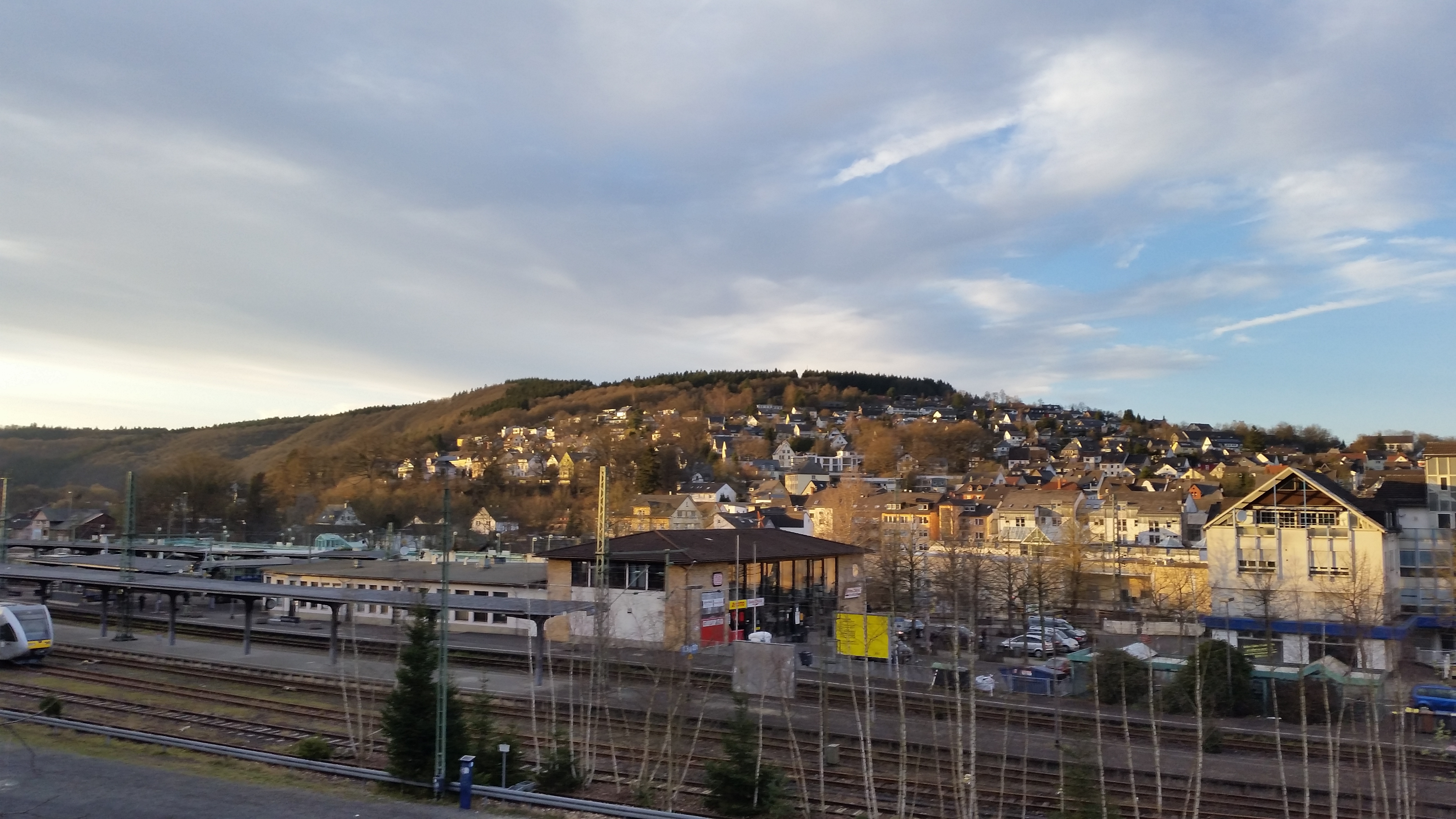
Bahnhofsgelände in Betzdorf